# Aleta Ediciones
Aleta Ediciones es una editorial española de cómic ubicada en el Mareny de Barraquetes (Valencia) y fundada en 1996 por Joseba Basalo, quien también la dirige. Está enfocada hacia el tebeo popular, típico de quiosco.

## Trayectoria
Joseba Basalo empezó a editar su fanzine "Voluntario" en 1996 en su País Vasco natal. Dos años después, lanzó la colección de comic books Aleta Presenta.
Ya en Valencia, la editorial se profesionalizó y expandió su línea con traducciones de series estadounidenses, como The Savage Dragon, y de la editorial italiana Bonelli, además de novedades españolas (sobre todo de los integrantes del colectivo 7 monos).
Durante los años 2005 y 2006, Aleta pasó por dificultades, llegando a aliarse posteriormente con la mallorquina Dolmen.
En 2020 Basalo anunció el cierre de la editorial, debido a los problemas que atravesaba, pero en octubre del mismo año se anuncia que ha llegado a un acuerdo con el Grupo Editorial Sargantana, con lo que el sello editorial sigue adelante con sus publicaciones.

## Colecciones
| Título                       | Años  | Autoría                                              | Números |
| ---------------------------- | ----- | ---------------------------------------------------- | ------- |
| Voluntario                   | 1996- |                                                      |         |
| Juego asesino                | 1998  | Joseba Basalo/Miguel Jiménez                         |         |
| Ciudadano                    | 1998  | Joseba Basalo/Salvador Molina                        |         |
| Battleman                    | 1998  | Joseba Basalo                                        |         |
| Villapardillo                | 1999  | Iñaki Holgado                                        |         |
| Tony Danger                  | 2003  | Joseba Basalo/Iñaki Holgado                          |         |
| Kosmos                       | 2003  | José Basalo                                          |         |
| El Monje                     | 2004  | Brett Lewis/R. A. Jones/Michael Avon Oeming          |         |
| Savage Dragon                | 2004  | Erik Larsen                                          |         |
| Invencible                   | 2004  | Robert Kirkman/Cory Walker                           |         |
| Treyes: Exodus               | 2004  | E. Cubera/Pedro Camello                              |         |
| Después de la señal          | 2004  | Vicente Cifuentes                                    |         |
| La traición sabe a oro negro |       | Ángel Múñoz                                          |         |
| Aventuras en el Mundo Jung   |       | Víctor Santos                                        |         |
| Dylan Dog                    | 2004  | Tiziano Sclavi y otros                               | 64      |
| Martin Mystère               | 2004  | Alfredo Castelli y otros                             | 55      |
| Nathan Never                 | 2004  | Michele Medda, Antonio Serra, Bepi Vigna y otros     | 54      |
| Dampyr                       | 2005  | Mauro Boselli, Maurizio Colombo y otros              | 44      |
| Lone in Heaven               | 2005  | Víctor Santos                                        |         |
| Piel de Dragón               |       | Jordi Bayarri                                        |         |
| Futuro Imperfecto            |       | Juan Pedro Quilón                                    |         |
| Después de la señal          |       | Vicente Cifuentes                                    |         |
| Brad Barron                  | 2008  | Tito Faraci y otros                                  | 6       |
| Tex                          | 2010  | Mauro Boselli, Claudio Nizzi, Antonio Segura y otros | 20      |
| Julia                        | 2011  | Giancarlo Berardi y otros                            | 12      |
| Zagor                        | 2012  | Guido Nolitta y otros                                | 3       |
| #ChicaDeSerieB               | 2013  | Iván Sarnago                                         | 2       |
| Mister No                    | 2014  | Guido Nolitta y otros                                | 2       |
| Viento Mágico                | 2016  | Gianfranco Manfredi, José Ortiz y otros              | 1       |